# Nicolas Gisin
Nicolas Gisin, né le 29 mai 1952 à Genève en Suisse, est un physicien et professeur de physique suisse. Sa démonstration en 2006 de la téléportation quantique a notamment bousculé le domaine de la cryptographie. 

## Études
Après un master en physique et un DEA en mathématiques, il obtient un doctorat en physique à l'université de Genève en 1981 pour sa thèse sur les quanta et la physique statistique. La Fondation Louis-de-Broglie a récompensé ce travail.

## Carrière
Après avoir été chercheur post-doctoral à l'université de Rochester, État de New York, il rejoint une start-up américaine spécialisée dans l'instrumentation en fibre optique pour l'industrie des télécommunications. Quatre ans plus tard il travaille pour une entreprise suisse de logiciels, spécialisée dans le traitement de l'image.
En 1988, il rejoint la section de physique appliquée de l'université de Genève à la tête de la chaire de système optique. Nicolas Gisin oriente les travaux de la chaire dans deux nouvelles directions de recherches: l'une concerne les capteurs optiques et l'autre l'optique quantique. 
Sa démonstration de cryptographie quantique a suscité la curiosité et l'attention de la communauté scientifique internationale ainsi que du grand public. Il a réalisé des expériences de « téléportation quantique » démontrant que deux objets (deux photons, par exemple), même s'ils sont éloignés de plusieurs kilomètres l'un de l'autre, peuvent former une seule entité. Par cette expérience de type expérience d'Aspect, il a ainsi aidé à confirmer certaines prédictions de physique quantique. La téléportation quantique trouve des applications notamment dans la cryptographie.

## Distinctions
Les travaux du professeur Gisin ont été cités en 2003 parmi les 10 technologies du futur dans un classement établi par la Technology Review du Massachusetts Institute of Technology (MIT).
L'École polytechnique fédérale de Lausanne (EPFL) a décerné, le 27 mars 2006, le titre de docteur honoris causa à Nicolas Gisin. Par ailleurs, le prix quadriennal « Culture et Société » de la Ville de Genève lui a été attribué en 2006 pour le domaine « sciences ».
En 2009, il a reçu à Toronto le prix John Stewart Bell pour la recherche fondamentale en mécanique quantique et ses applications. Un des membres du comité ayant décidé de l'attribution du prix est Alain Aspect.
Nicolas Gisin a reçu en 2014 le Prix Marcel-Benoist de la Fondation Marcel Benoist (prix scientifique créé en 1920 par le Conseil fédéral).  

## Publications
Liste complète sur le site du laboratoire « GAP-Optique » de l’université de Genève.
- Nicolas Gisin et Nicolas Cerf, « Le téléphone quantique à l'essai », La Recherche, no 386,‎ mai 2005
- Nicolas Cerf et Nicolas Gisin, « On a téléporté des atomes », La Recherche, no 386,‎ mai 2005
- Nicolas Gisin et Alain Aspect (préfacier), L'impensable hasard : Non-localité, téléportation et autres merveilles quantiques, Paris, Odile Jacob, 2012, 176 p. (ISBN 978-2-7381-2831-7)
- Marc-Olivier Renou, Nicolas Gisin et Nicolas Brunner, « La non-localité quantique à l’ère des réseaux », Pour la science, no 528,‎ octobre 2021, p. 28-38

## Médias
- La partie archives de site Web du GAP "Groupe of Applied Physics" dirigée par Nicolas Gisin, avec plusieurs interviews et vidéos expliquant ses recherches.
- Vidéo de 90 minutes d'une conférence grand public donnée par Nicolas Gisin, intitulée "Quand la science rejoint la science fiction, de Newton à la téléportation quantique". Conférence donnée le mardi  26 février 2013.
- Canal invisible pour la téléportation sur Le Temps.
- (en) The Quantum Leaper How. The Teleporter Came to Life sur TIME Magazine.
- (en) An INTERVIEW with Prof. Nicolas Gisin sur Summarized Publication and Citation Data from Thomson Scientific for the Analysis of Research Trends & Performance
- (en) Signal Travels Farther and Faster Than Light sur le site du Thomas Jefferson Lab National Accelerator Facility.